# École nationale d'ingénieurs de Tarbes
La École nationale d'ingénieurs de Tarbes - ENIT (literalmente, Escuela Nacional de Ingenieros de Tarbes) es una gran escuela de ingenieros francesa fundada en 1963. Es miembro del Instituto Nacional Politécnico de Toulouse (Toulouse INP) y del Grupo ENI, que es una red de 4 escuela de ingenieros públicas. 200 estudiantes obtienen cada año el diploma de ingeniero generalista. 

## Localización

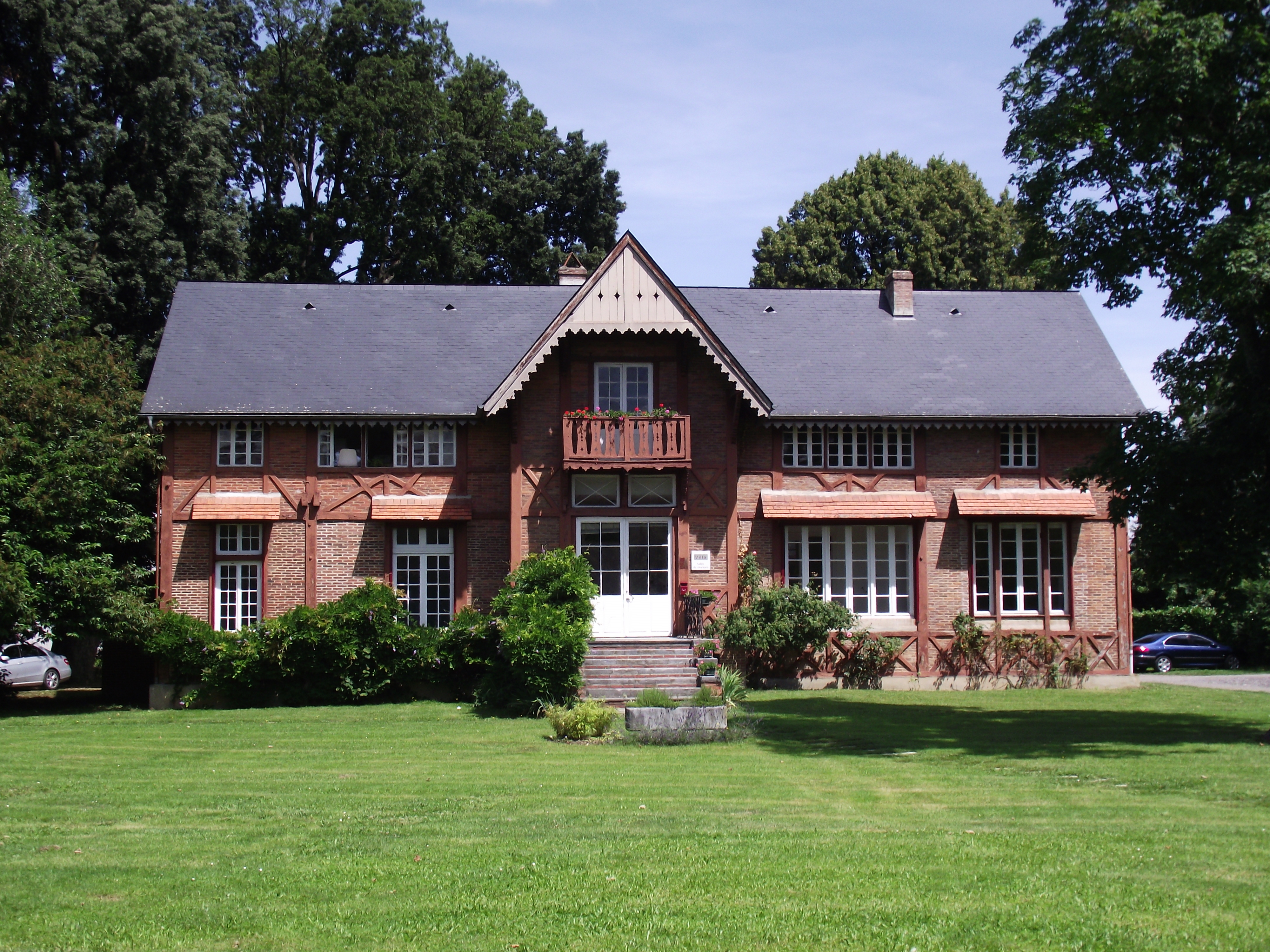
La Villa.

ENIT se encuentra en Tarbes en el departamento de Altos Pirineos, en el sudoeste de Francia, a 30 km de Pau, 150 km de Toulouse y 570 km de Madrid. Está situada al pie de Pirineos, a 45 minutas en coche de las principales estaciones de esquí de Pireneos franceses. Está también situada a 1h30 en coche de la costa del País Vasco francés y Landas.
En Tarbes, ENIT se encuentra al suroeste, en el centro universitario Tarbes-Pirineos que incluye varias escuelas, laboratorios, viviendas universitarias y un restaurante universitario. La escuela y el campus son servidos por la línea de autobús T2 en la parada Universidad y la línea T3 en la parada ENI. Los líneas también conectan el centro de la ciudad (plaza Verdún) y la estación.
ENIT está compuesta de edificios de curso, una biblioteca, un laboratorio con un taller de mecanizado, un gimnasio y un jardín.

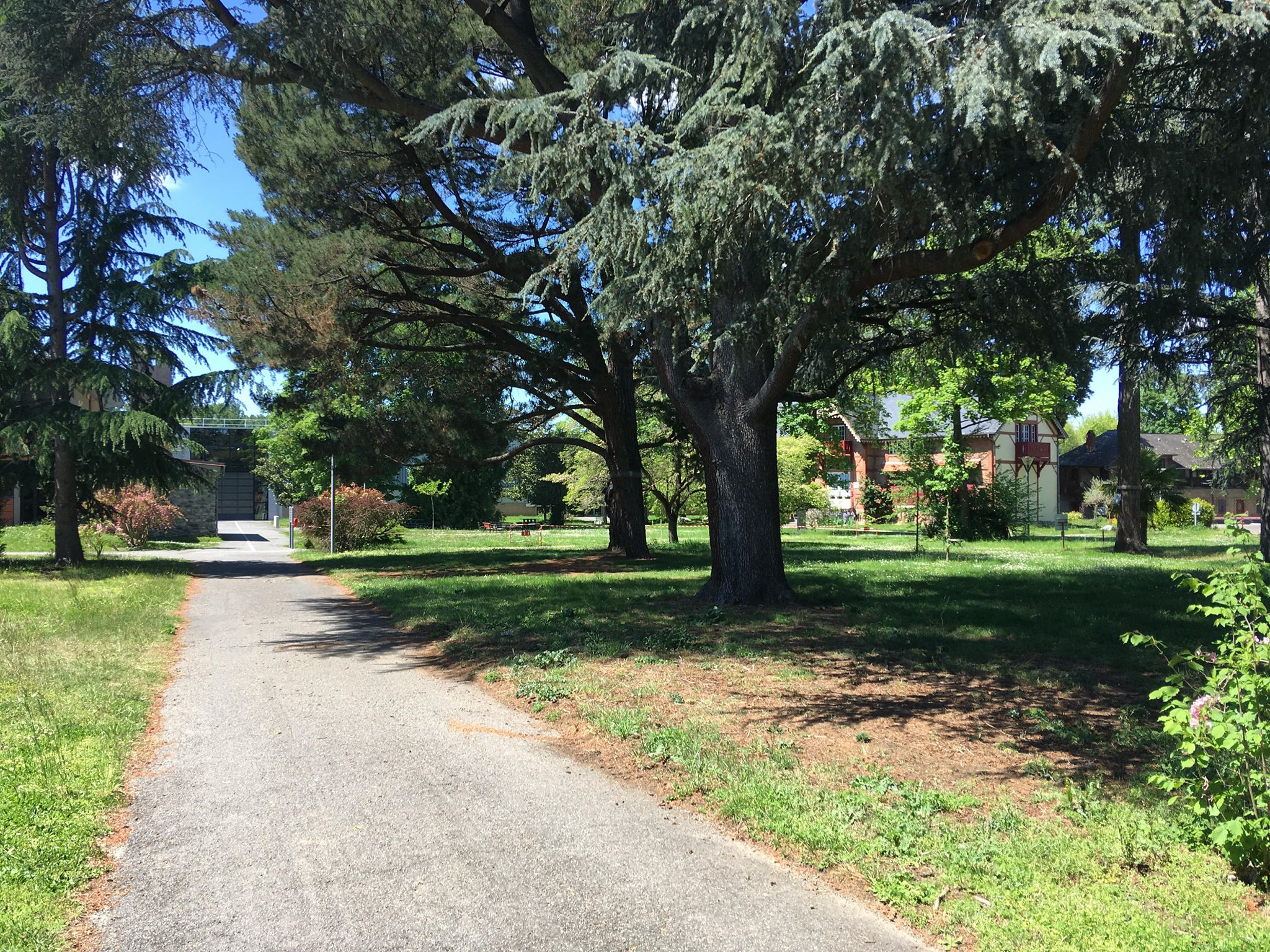
Jardín.
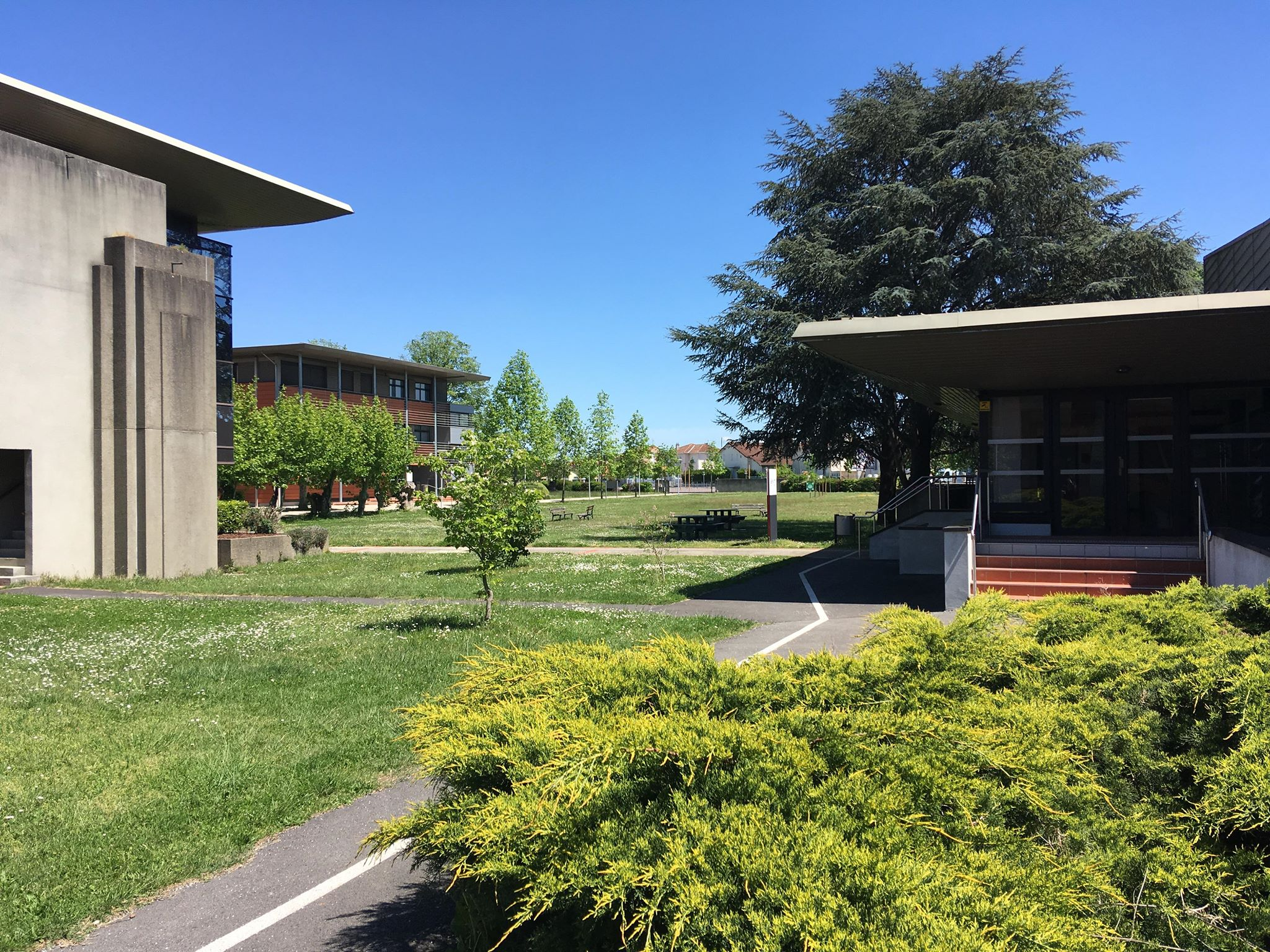
Jardín.
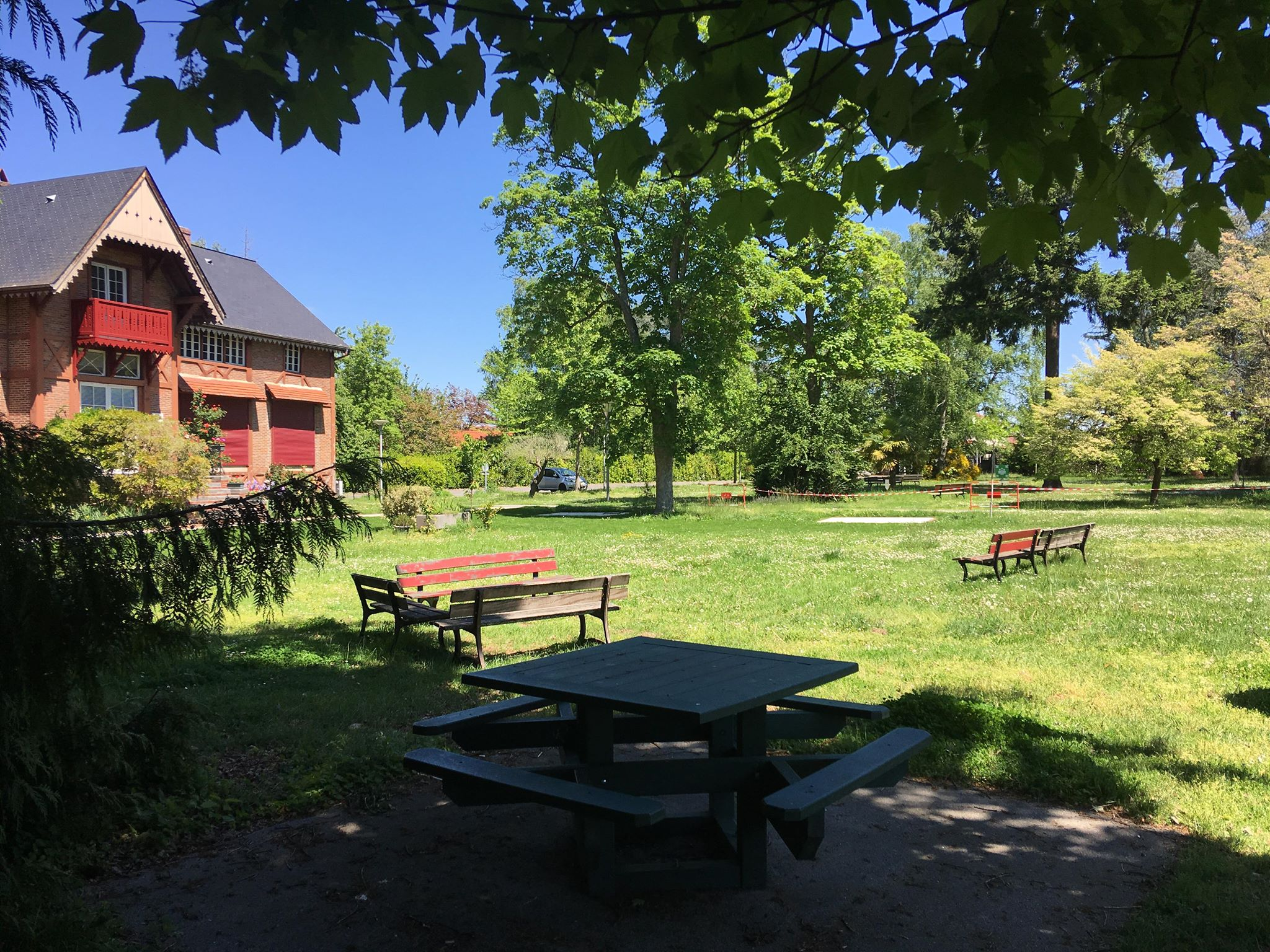
Jardín con la villa.
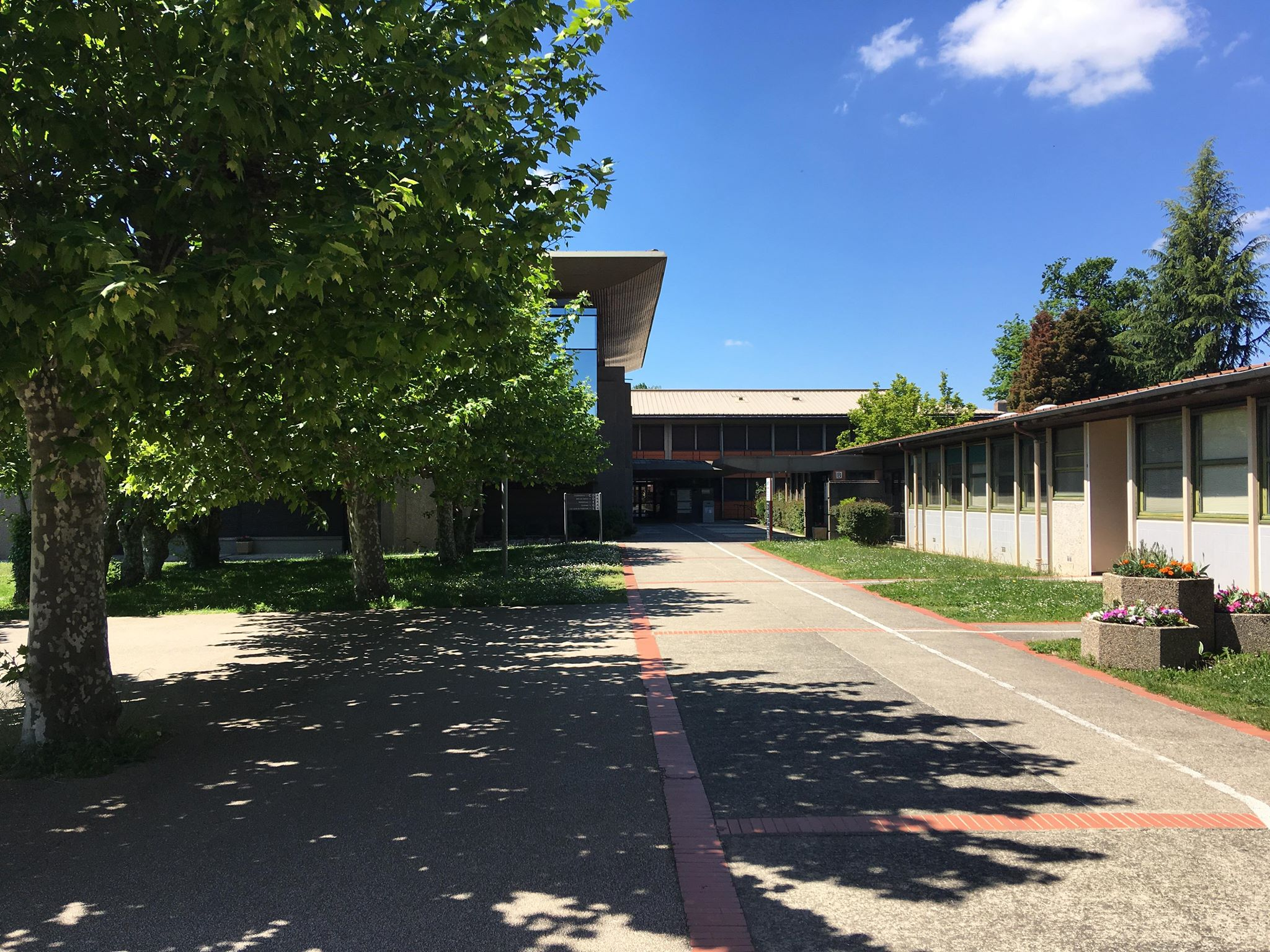
Pasillos.
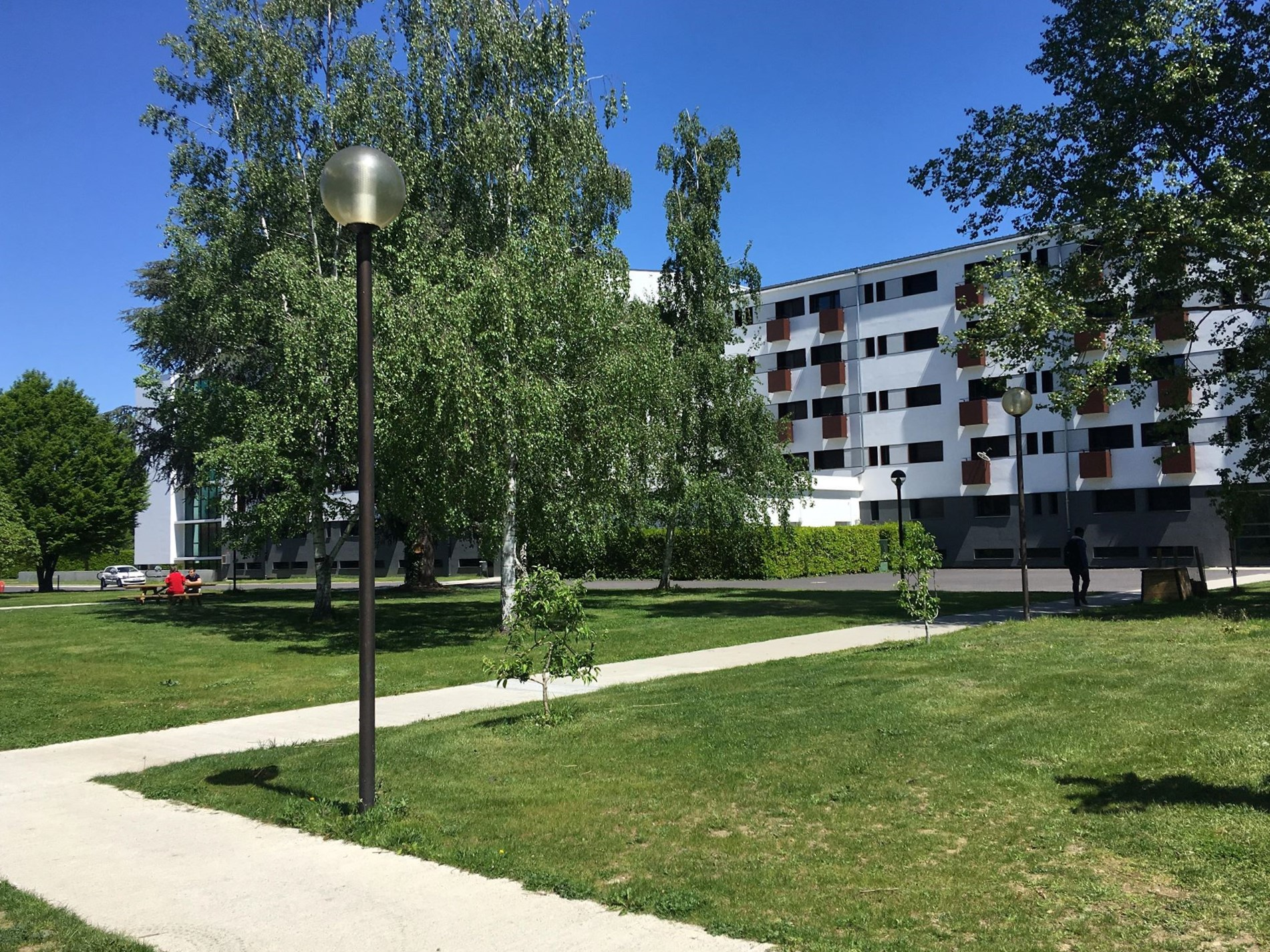
Vivienda universitaria de Tarbes.
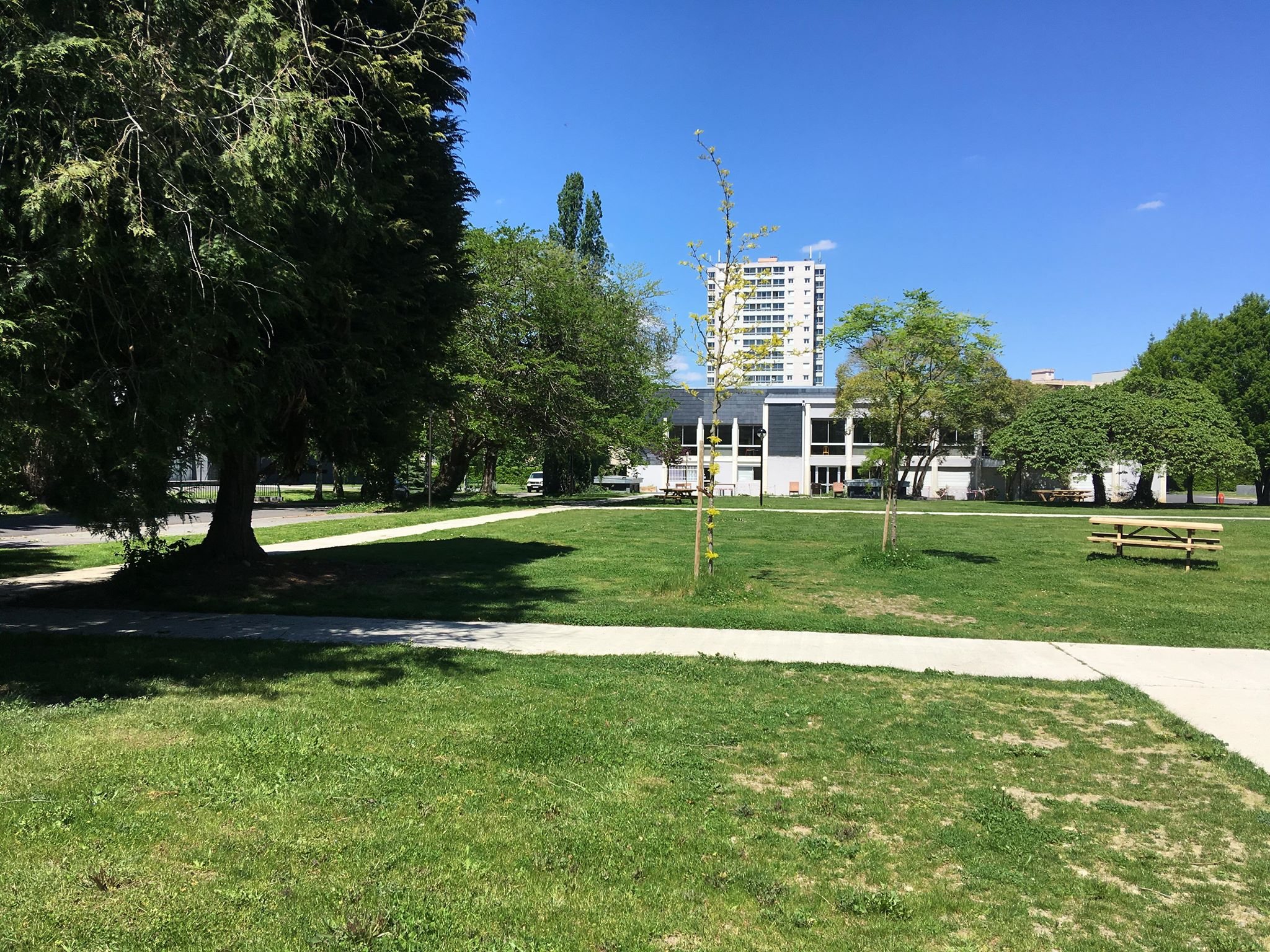
Vivienda universitaria de Tarbes con el restaurante.

## Admisiones
La principal admisión (60%) a la formación de ENIT se hace a nivel de bachillerato, la mayoría de los candidatos admitidos tiene una bachillerato baccalauréat con una formación científica. La selección se hace a través de un concurso y un dosier.
La otra admisión se hace a nivel de diplomatura de dos años en un instituto universitario de tecnología (IUT), una clase preparatoria a las grandes escuelas (CPGE), una sección de técnico superior (STS) o al universidad.
Estudiantes internacionales pueden integrar la formación de ENIT en calidad de estudiante si tienen el nivel B1 en francés despuès el bachillerato o el nivel B2 en francés después dos años de estudios. Pueden también venir al ENIT para una semestre de intercambio (en francés o inglés) o para prácticas o proyectos en el laboratorio.

## Formación
ENIT ofrece a sus alumnos una formación de 5 años de ingeniero generalista en ingeniería mecánica e ingeniería industrial. Autorizado por la comisión de títulos de ingeniería (CTI), el diploma de ingeniero es el equivalente de una maestría en Ingeniería (MII) o una maestría en ciencias (MsC) (300 créditos ECTS).
La formación empeza con un tronco común de 3 años compuesto de materias básicas (matemáticas, física, termodinámica, óptica, electricidad, electromagnetismo, química), materias específicas de ingeniería (mecánica, diseño, fabricación, ingeniería industrial, informática industrial, materiales) y de ciencias humanas, económicas y sociales (comunicación, ecogestión, gestión, apertura socioeconómica, primer idioma, segundo idioma). Durante los dos últimos años, los estudiantes eligen de especializarse en un de los cinco departamentos siguientes:
- Ingeniería mecánica
- Ingeniería industrial
- Ingeniería de materiales y estructuras y procesos
- Diseño de sistemas integrados
- Construcción y obras públicas

A lo largo de su formación, los estudiantes de ENIT deben realizar 3 prácticas en empresas:
- 10 semanas en semestre 3, nivel de técnico
- 20 semanas en semestre 6, nivel de ingeniero técnico
- 20 semanas en semestre 10, proyecto de fin de estudios en una empresa o laboratorio, nivel de ingeniero / tesis de maestría

ENIT también permite a sus alumnos de realizar maestrías de investigación en doble grado en asociación con el Institut national polytechnique de Toulouse o doble licenciatura con escuelas extranjeras.

## Relaciones internacionales
ENIT ha firmado acuerdos con 99 escuelas partenarias en 33 países en el mundo: en Europea (Alemania, Austria, Bélgica, Eslovaquia, Eslovenia, España, Estonia, Finlandia, Hungría, Italia, Letonia, Lituania, Macedonia del Norte, Noruega, Países Bajos, Polonia, Portugal, Reino Unido, República Checa, Rumania, Rusia, Suecia), Asia (Corea del Sur, Japón, Líbano), América del Norte (Canadá), América Latina (Argentina, Brasil, Colombia, Costa Rica, México) y África (Marruecos, Ghana). Permite a sus estudiantes de vivir una experiencia al international, en prácticas o en intercambio con las programas Erasmus+, FITEC, LACCEI, o European Project Semester. Pueden también realizar un doble grado con una escuela partenaria.
Clases de semestres 7, 8 y 9 están abiertas a los estudiantes internacionales con un nivel B1 en francés y 3 años validados en su universidad (180 créditos ECTS). Para obtener un doble titulación en la ENIT, deben tener un nivel B2 en inglés. Pueden también hacer prácticas o participar a un proyecto de investigación/SPIR en el laboratorio de la ENIT.
Extranjeros estudiantes además pueden hacer un semestre en inglés a la ENIT con la programa European Project Semester (EPS): un proyecto industrial de 16 semanas propuesto a los estudiantes ingenieros de 3°, 4° y 5° años en ingeniería mecánica, industrial, eléctrica, electrónica, informática o material. ENIT es la única escuela de ingenieros en Francia a formar parte de este programa.

## Laboratorio y investigación

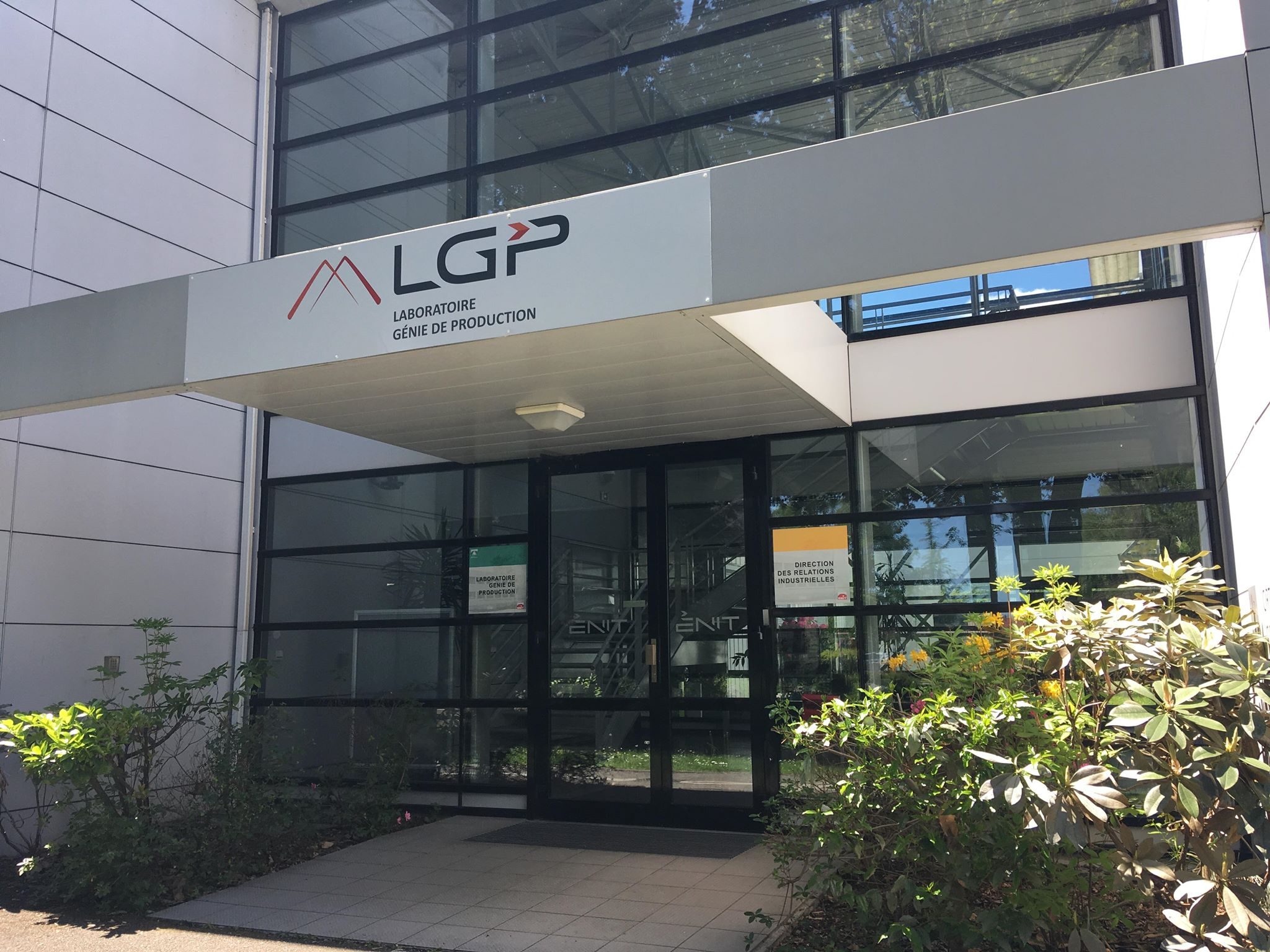
El Laboratorio de Ingeniería de Producción.

ENIT dispone de un laboratorio de investigación: el « Laboratoire Génie de Production » (Laboratorio de Ingeniería de Producción) (LGP), creado en 1989. Forma parte de la Universidad Federal de Toulouse Midi-Pyrénées y del Instituto Nacional Politécnico de Toulouse. In 2022, 53 profesores, 14 investigadores postdoctorales and 55 doctorandos trabajan en 2 departamentos científicos:
- Departamento científico « Mecánica, Materiales, Procesos »
- Departamento científico « Sistemas »

## Vida estudiantil

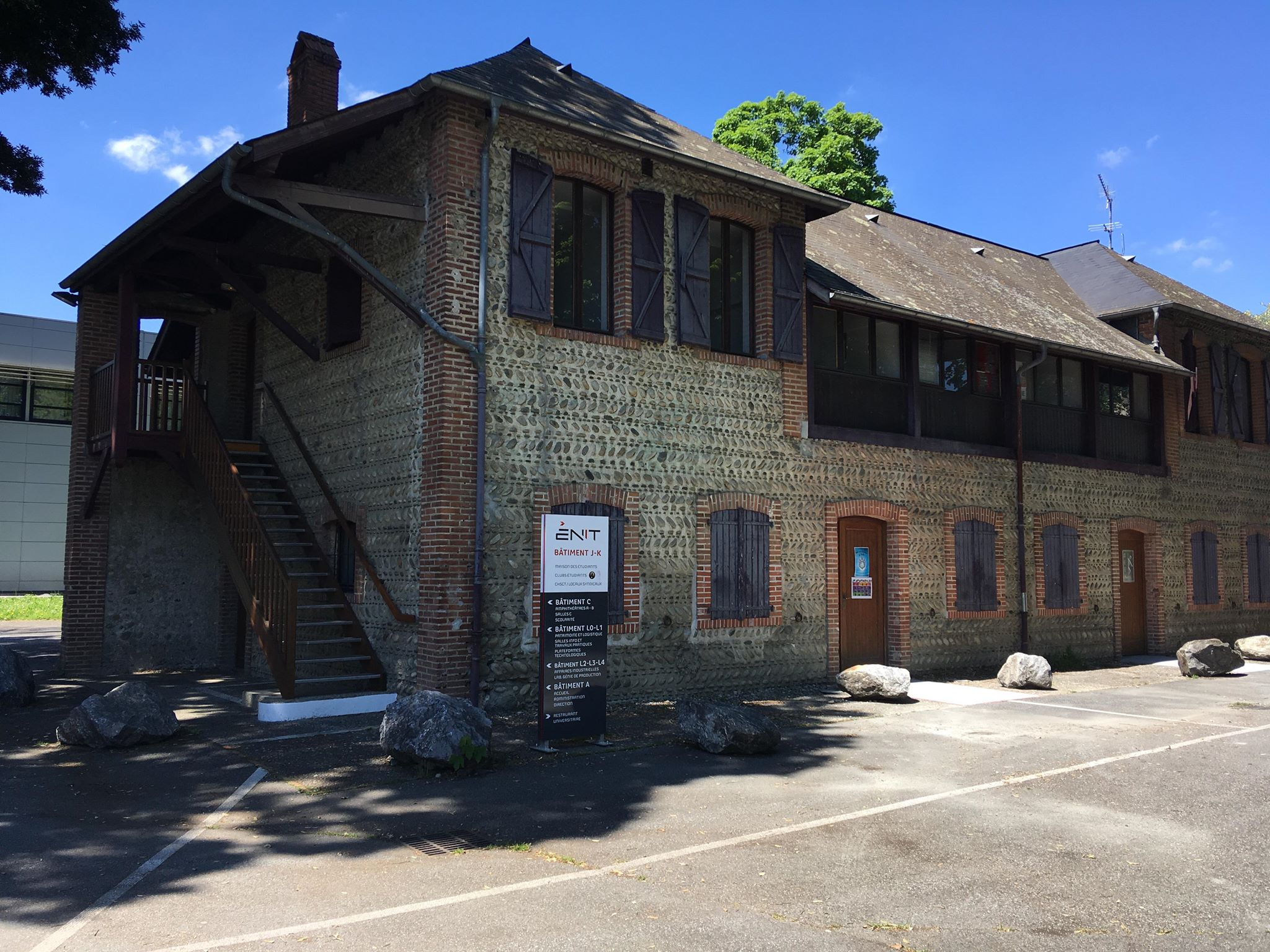
La casa de estudiantes con la entrada del club international.

ENIT tiene una vida estudiantil rica con diferentes eventos organizados durante el año académico: la Integración de los nuevos alumnos, la gala de los cinco años, la carrera de Solex, el rally-campus, numerosas fiestas, juegos inter-ENI, operaciones humanitarias como recogida de alimentos o limpieza del río Echez... Las asociaciones de estudidantes son:
- Oficina de estudiantes « bureau des élèves (BDE) »: agrupa a los estudiantes y tiene como objetivo gestionar los diversos clubes deportivos, culturales o técnicos, así como apoyar a las diferentes promociones organizando grandes manifestaciones
- Club international: favorece la integración de los alumnos internacionales en la escuela
- Hogar de los alumnos « foyer » o « Foy' »
- Asociaciones de alumnos de 1º, 2º, 3º, 4º, 5º
- Numerosos clubs: cacofonía (música), « Sono Sam » (sonido), mecánica, esquí, geek, aeromodelismo, montaña, fotografía, moto, bricolaje, « Junior Études »